# Старое Сандово
Ста́рое Са́ндово — село в Сандовском муниципальном округе Тверской области России. 

## Географическое положение
Расположен примерно в 10 километрах к юго-востоку от Сандово, на трассе Хабоцкое — Молоково — Сандово и в нескольких километрах от железнодорожной станции Дынино (участок Овинище II — Пестово). Недалеко от Старого Сандово расположено Старосандовское озеро, с песчаными карьерами.

## История
Село известно с 1500 г. как Сандово по переписным книгам. В 1745 и 1792 году было нанесено на атласы Российской империи. С 1775 года Сандово было включено в Весьегонский уезд. 
В 1865 году в селе была построена каменная Христорождественская церковь с 3 престолами, метрические книги с 1781 года. 
В конце XIX — начале XX века село входило в состав Щербовской волости Весьегонского уезда Тверской губернии. 
В мае 1929 года Сандово стало районным центром Сандовского района. В 1932 году райцентр перенесён в посёлок Орудово, находящийся у железнодорожной станции и вскоре переименованный в посёлок Сандово. Соответственно, Сандово переименовано в Старое Сандово.
С 1929 года деревня являлась центром Сандовского сельсовета Сандовского района Бежецкого округа Московской области, с 1935 года — в составе Калининской области, с 2005 года — центр Старосандовского сельского поселения, с 2013 года — в составе Топоровского сельского поселения, с 2020 года — в составе Сандовского муниципального округа. 

## Население
| 1859 | 1889 | 1997 | 2010 |
| ---- | ---- | ---- | ---- |
| 280  | ↗358 | ↘251 | ↘151 |

## Промышленность, транспорт
Через Старое Сандово проходят дальние автобусы из Твери до Сандово, а также местные автобусы на Русские Васильки и Мокей-Гору. В песчаных карьерах в окрестностях села и у Старосандовского озера осуществляется промышленная добыча гравия и щебня.

## Культура, достопримечательности
Памятник культуры — Церковь Рождества Христова (1862—1872). Местная достопримечательность — памятник трактору 1920-х годов на постаменте у дороги. Установлен в 60-е годы XX века председателем колхоза "Память Ленина" Ивановым Яковом Ивановичем!